# Rodio
El rodio es un elemento químico de número atómico 45 situado en el grupo 9 de la tabla periódica de los elementos. Su símbolo es Rh. Es un metal de transición, poco abundante, del grupo del platino. Se encuentra normalmente en minas de platino y se emplea como catalizador en algunas aleaciones de platino.

## Historia

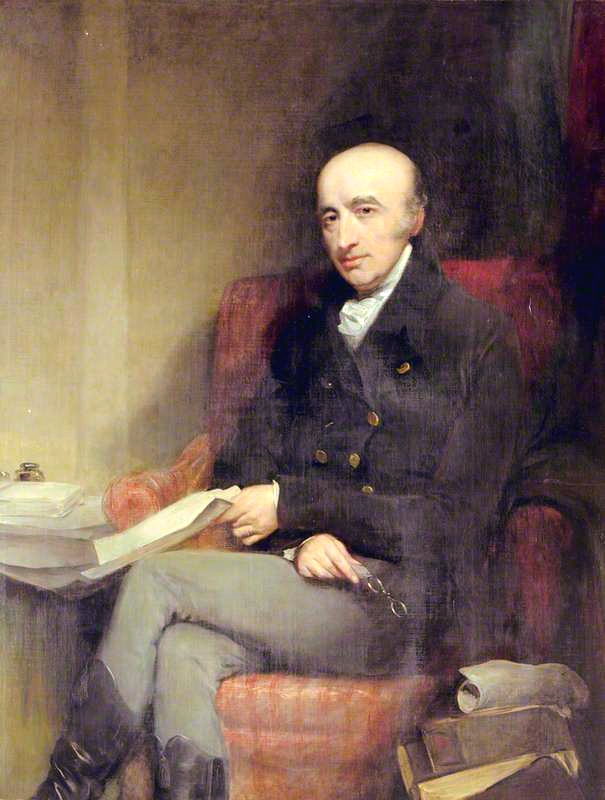
William Hyde Wollaston

El rodio (griego rhodon (ῥόδον) que significa «rosa») fue descubierto en 1803 por William Hyde Wollaston, poco después de descubrir el paladio. Utilizó mineral de platino crudo presumiblemente obtenido de América del Sur. Su procedimiento disolvió el mineral en agua regia y neutralizó el ácido con hidróxido de sodio (NaOH). Luego precipitó el platino como cloroplatinato de amonio añadiendo cloruro de amonio (NH
4Cl). La mayoría de los otros metales como el cobre, el plomo, el paladio y el rodio se precipitaron con zinc. El ácido nítrico diluido disolvía todos menos el paladio y el rodio. De éstos, el paladio se disolvió en agua regia pero el rodio no, y el rodio se precipitó mediante la adición de cloruro de sodio como Na
3[RhCl
6]-nH
2O. Después de ser lavado con etanol, el precipitado de color rojo rosado se hizo reaccionar con zinc, que desplazó el rodio en el compuesto iónico y, por tanto, liberó el rodio como metal libre.
Durante décadas, el raro elemento sólo tuvo aplicaciones menores; por ejemplo, a finales de siglo, los termopares que contenían rodio se utilizaban para medir temperaturas de hasta 1800 °C. Tienen una estabilidad excepcionalmente buena en el rango de temperaturas de 1300 a 1800 °C.
La primera aplicación importante fue la electroplatización para usos decorativos y como recubrimiento resistente a la corrosión. La introducción del triple Convertidor catalítico por Volvo en 1976 aumentó la demanda de rodio. Los convertidores catalíticos anteriores utilizaron platino o paladio, mientras que el convertidor catalítico de tres vías usó rodio para reducir la cantidad de NOX en los gases de escape.

## Características principales

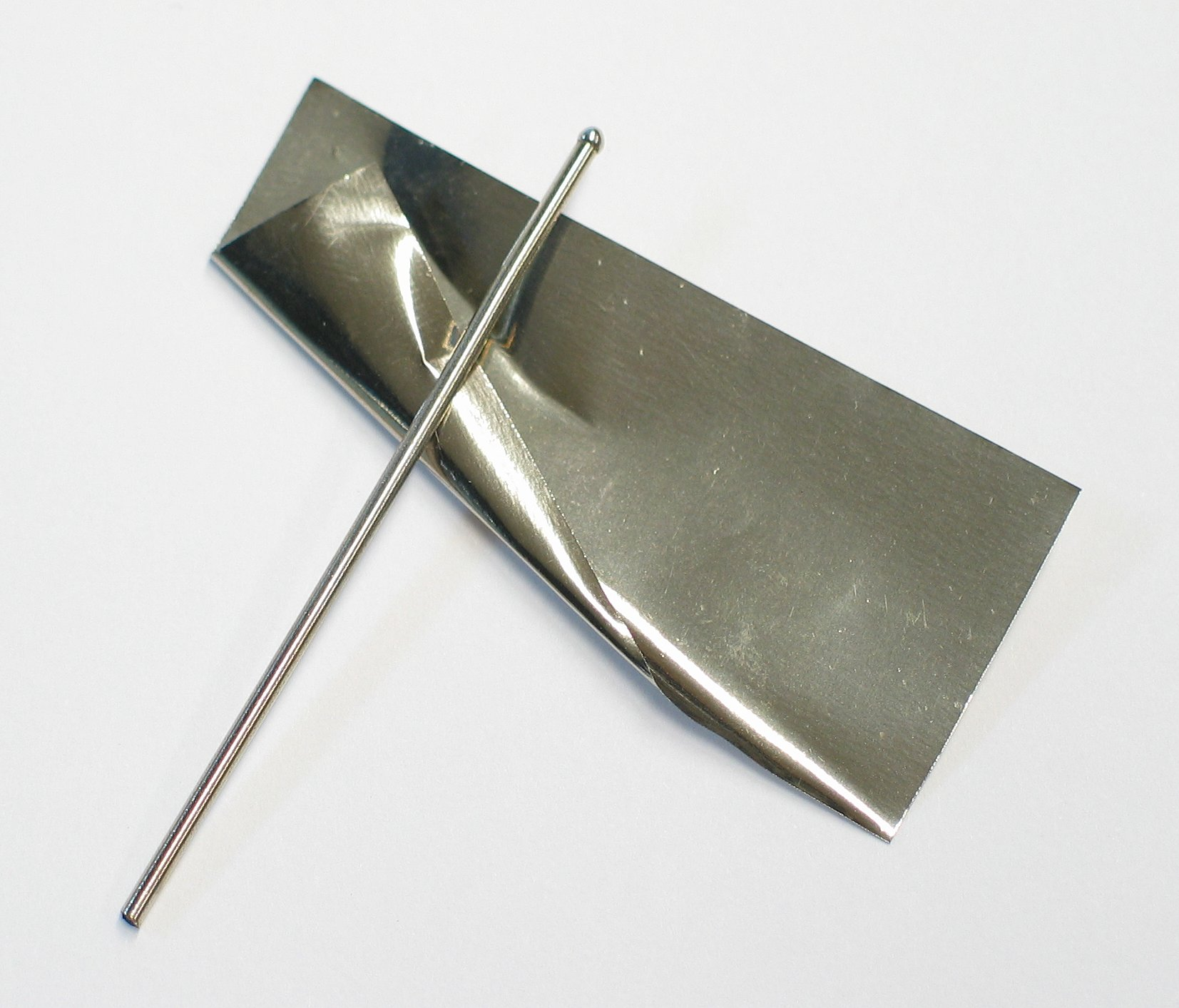
Una varilla y una lámina de rodio.

El rodio es un metal dúctil de color blanco plateado. No se disuelve fácilmente en ácidos, aunque finamente dividido sí lo hace en agua regia, y también en ácido sulfúrico (H2SO4) concentrado y caliente. Tiene un punto de fusión mayor que el del platino y una densidad menor.
Sus estados de oxidación más comunes son +2, +3, 0 y –1.

## Extracción y precios
No existen minas específicas de rodio: es un subsidiario de otras actividades mineras dedicadas a la obtención de paladio, plata, platino y oro y hay muy pocos minerales que contengan rodio. En Sudáfrica, donde es subproducto del platino, se concentra el 80% de la producción. En Rusia, segundo productor, se lo obtiene como subproducto del níquel.
El principal exportador de rodio es Sudáfrica (aproximadamente el 80% en 2010) seguido de Rusia. La producción mundial anual es 30 toneladas. El precio del rodio es muy variable. En 2007, el rodio costaba aproximadamente ocho veces más que el oro, 450 veces más que la plata y 27 250 veces más que el cobre en peso. En 2008, el precio aumentó brevemente por encima de  USD 350 000 por kilogramo (USD 10 000 por onza). Con la desaceleración económica del tercer trimestre de 2008 los precios del rodio retrocedieron bruscamente por debajo de USD 35 000 por kilogramo ($1000 por onza); el precio se recuperó a USD 97 000 por kg (USD 2750) a principios de 2010 (más del doble del precio del oro), pero a fines de 2013, los precios eran inferiores a USD 35 000 (USD 1000). Problemas políticos y financieros (las economías de China, India y otros países emergentes se desaceleraron en 2014 y 2015. Solo en 2014, 23 722 890 vehículos motorizados se produjeron en China, excluyendo las motocicletas) dieron como resultado un precio de rodio de USD 31,1 por gramo (USD 740 por onza troy) a fines de noviembre de 2015.
Su precio en 2018 a más de 2350 dólares la onza de 28 gramos y el 10 de enero de 2020 alcanzó los 8000 dólares por onza, según la empresa química Johnson
Los propietarios de rodio, un metal con un precio de mercado altamente volátil, se colocan periódicamente en una posición de mercado extremadamente ventajosa: extraer más mineral que contiene rodio también extraerá necesariamente otros metales preciosos mucho más abundantes, en particular platino y paladio, lo que inunda el mercado de esos otros metales, bajando sus precios. Dado que es económicamente inviable simplemente extraer estos otros metales solo para obtener rodio, el mercado a menudo se deja desesperadamente exhausto de suministro de rodio, lo que hace que los precios aumenten. La recuperación de esta posición de déficit de suministro puede ser bastante problemática en el futuro por muchas razones, especialmente porque no se sabe cuánto rodio (y otros metales preciosos) realmente se colocó en los convertidores catalíticos durante los muchos años en que los fabricantes con software para engañar sobre las emisiones estuvo en uso. Gran parte del suministro mundial de rodio se obtiene de convertidores catalíticos reciclados obtenidos de vehículos desechados. A principios de noviembre de 2020, el precio spot del rodio era de USD 14 700 por onza Troy. A principios de marzo de 2021, el rodio alcanzó un precio de USD 29 400 por onza Troy en Metals Daily (una lista de metales preciosos).

### Combustible nuclear usado
El rodio es un producto de fisión de uranio-235: cada kilogramo del producto de fisión contiene una cantidad significativa de los metales del grupo de platino más ligero. El combustible es, por lo tanto, una fuente potencial de rodio, pero la extracción es compleja y costosa, y la presencia de radioisótopos de rodio requiere un período de almacenamiento de enfriamiento para múltiples vidas medias del isótopo de vida más larga (101Rh con una vida media de 3,3 años, y 102mRh con un vida media de 2,9 años), o aproximadamente 10 años. Estos factores hacen que la fuente sea poco atractiva y no se ha intentado una extracción a gran escala.

## Aplicaciones
Es galvanizado fácilmente para formar superficies duras, resistentes al desgaste y de brillo permanente, utilizadas tanto en contactos eléctricos estacionarios como corredizos, en espejos y reflectores, y como acabado en joyería. Típicamente, el oro blanco es galvanizado con una capa externa de rodio de 0,05 a 0,5 μm de espesor. Por el espesor tan reducido, los rayones en esta capa pueden permitir la oxidación y esto debilitará aún más la capa de rodio. Lo ideal sería una capa de 2,0 μm para que dure más tiempo. Una joya de oro blanco con rodio puede ser enchapada de nuevo en algunas joyerías.
Otro de sus usos es actuar como catalizador para la hidrogenación y ser activo en la reformación catalítica de hidrocarburos.
Se lo prefiere a otros metales de platino en reducción de óxidos de nitrógeno a nitrógeno y oxígeno.
Se usan catalizadores de rodio en una serie de procesos industriales, especialmente en la carbonilación catalítica de metanol para producir ácido acético por el procedimiento Monsanto. También se utiliza para catalizar la adición de hidrosilanos a moléculas con dobles enlaces, un proceso importante en fabricación de ciertos cauchos de silicona. Los catalizadores de rodio también se usan para reducir benceno a ciclohexano.
El complejo de un ion de rodio con BINAP ( (2,2′-bis(diphenylphosphino)-1,1′-binaphthyl)  ) es un catalizador quiral ampliamente utilizado para síntesis quiral, como en la síntesis de mentol.